# Fàbrica Vigas
La Fàbrica Vigas és una obra de Palafrugell (Baix Empordà) protegida com a Bé Cultural d'Interès Local.

## Descripció
Edifici industrial que s'organitza a l'entorn d'un ampli pati rectangular, en quatre tramades d'una sola planta que presenten tant a les façanes exteriors com a les del pati, un seguit d'obertures d'arcs d'estil mudèixar. Hi ha grans sales destinades a la fabricació i, en un dels costats trobem les oficines. El conjunt ha sofert modificacions, sobre tot a la part que dona al carrer Girona.

## Història
Aquesta indústria és continuadora de la fàbrica de Martí Cama fundada l'any 1887 amb importants connexions directes amb França. Martí Cama va ser president de la Càmara eespañola de Comercio a París a principis del segle xx. És l'autor d'un projecte de tipus gremial per a la defensa dels interessos dels surers espanyols que s'havia d'anomenar "casa del corcho", però que no es dugué a terme.